# Hemistiqui
Un hemistiqui és cada una de les parts en què queda dividit un vers amb una o més cesures. Normalment trobem cesura en versos d'art major, com el decasíl·lab o l'alexandrí, però també és possible de trobar-la en versos d'art menor. Si en un vers només hi ha una cesura tindrem dos hemistiquis; si n'hi ha dues, com és el cas d'algun alexandrí, tindrem tres hemistiquis. Si un vers no té cesura diem que té un sol hemistiqui.
- Colguen les gents, / ab alegria festes (Ausiàs March, poema XIII). Cesura i hemistiquis en un vers decasíl·lab.

- No fuig de veure's / en l'ull de boira (Gabriel Ferrater, Lorelei). Cesura i hemistiquis en un octosíl·lab.

Els versos admeten dos hemistiquis de mesures iguals o distintes. En el decasíl·lab català clàssic cada hemistiqui tenia diferent metre, quatre síl·labes el primer i sis el segon. L'alexandrí, de dotze síl·labes, presenta generalment dos hemistiquis de sis síl·labes.
El recompte de síl·labes es fa acabant de comptar en la que porta el darrer accent, tal com es compten en qualsevol vers. Algunes vegades, també hi pot haver, en la mateixa estrofa, alguns versos d'un sol hemistiqui.